# Tim Cindric
Tim Cindric (1968.), američki košarkaš i automobilistički dužnosnik iz Indianapolisa. 
Predsjednik je Team Penske. Bivši je student Rose-Hulmanova instituta za tehnologiju, gdje je četiri godine bio letterman sveučilišnog košarkaškog sastava 1990. Promaknut je na mjesto predsjednika Penske Racinga siječnja 2006. godine. Također je strateg Willa Powera, automobilista koji se natječe u IndyCaru za trkački tim Penske. Automobilistički tim osvojio je prvenstvo IndyCara u sezoni 2014.
Timov sin Austin danas se natječe u automobilističkim utrkama Continental Tire Sports Car Challenge i Pirelli World Challenge.